# Samfaina de Colors
Samfaina de Colors és el projecte creatiu liderat per la cantant, multiinstrumentista, compositora i pedagoga musical Mirna Vilasís.
Ha creat 24 espectacles en 35 anys de trajectòria.
Els darrers espectacles Andròmines (2021) i Sense lluna (2022), marquen un punt d'inflexió en les creacions de Samfaina de colors, ja que aposten per un major risc artístic i per la internacionalització de la companyia. Com a conseqüència d'aquesta nova visió el 2022 es reformula l'espectacle De bracet (2009) per donar una major riquesa artística i escènica. Aquests són els espectacles que actualment estan en gira.
Per al 2023, Samfaina de colors inicia una nova línia de treball amb l'estrena de Música, llums i ombres, el taller de l'espectacle Sense lluna, que enriqueix i innova la tasca artística de Samfaina de colors per crear nous públics actius.

## Premis
- Sense lluna - Premi FETEN 2023 a Millor música original (2023)[5][6]
- Sense lluna - Espectacle recomanat per la Comissió de Música de Redescena (2023)[7]
- El Grill Esteve i l'Orquestra del Bosc - Premi «Rialles» d'Òmnium Cultural al millor espectacle infantil (2003)[8]

## Discografia[calcitació]
- Convit a la festa (P.D.I., 1994)
- Ralet, ralet (Discos a mà, 2001)
- Nou pometes té el cançoner (Discos a mà, 2003)
- De bracet (Discos a mà, 2009)
- Cançons de bressol (Edicions 62, 2011)
- Càpsules (Discos a mà, 2012)
- Els tres porquets es caguen de por (Discos a mà, 2016)
- Els cistells de la Caputxeta (Discos a mà, 2018)
- Andròmines (Discos a mà, 2021)